# Branimir Nestorović
Branimir Nestorović (Beograd, 16. prosinca 1954.) srbijanski je političar, liječnik i umirovljeni sveučilišni profesor.
Specijalist je pedijatrije, pneumologije i alergologije, a bio je i načelnik Službe pulmologije i alergologije Sveučilišne dečje klinike „Tiršova”.
Bio je nosilac liste populističkog pokreta Mi — Glas iz naroda, koji je ušao u Narodnu skupštinu Republike Srbije na izborima 2023. godine.
Zbog sumnje u postojanje COVIDa-19 i osobne teorije da je Zemlja ravna ploča, kao i zbog drugih stavova do kojih drži, često ga se smatra teoretičarem zavjera.